# نخلة روبلينية
نخلة روبلينية (الاسم العلمي: Phoenix roebelenii) هي نوع من النباتات يتبع جنس النخلة من الفصيلة الفوفلية. وهي أصيلة الاستيطان في جنوب شرق آسيا، في المنطقة الممتدة من جنوب غرب الصين، وشمال لاوس والفيتنام.

## الوصف
للنخلة حجم صغير إلى متوسط، وهي بطيئة النمو ويصل ارتفاعها بين مترين إلى 3 أمتار، ويصل طول سعفها ريشية الشكل بين 60-120سم، وتتضمن كل سعفة حوالي 100 وريقة مرتبة، يصل طول كل وريقة بين 15-25 سم، وبعرض سم واحد، وهي متدلية قليلاً ولها لون رمادي-أخضر.
ولها زهور صغيرة، مُصفرة اللون، تُنتج على نوارات يصل طولها 45 سم. وثمارها صالحة للأكل، تحوي على بذرة واحدة، وتُمثل تمرة لُبية صغيرة.